# Temelucha timberlakei
Temelucha timberlakei är en stekelart som beskrevs av Dasch 1979. Temelucha timberlakei ingår i släktet Temelucha och familjen brokparasitsteklar. Inga underarter finns listade i Catalogue of Life.